# Васил Друмев
Васил Николов Друмев био је бугарски писац, свештеник и политичар конзервативне странке. Аутор је првог бугарског романа и прве бугарске драмске представе са оригиналном причом. Након ослобођења, био је митрополит Трновске епархије бугарског егзарха и два пута био премијер Бугарске.

## Биографија
Васил Друмев је рођен 1841. године у граду Шумен. Студирао је у родном граду од 1849. до 1856. године са чувеним ренесансним професорима Сава Доброплодни и Сава Филаретов. Учествује у водећој улози у бугарској комедији "Михал Мишкоед" на првом позоришном наступу у Бугарској. Његов наставник, Доброплодни буди љубав према историји, књижевности, позоришту и импулсима својих студената за високо образовање. 1856. године радио је као асистент наставника у Шумену. Године 1858. Друмев је добио стипендију и отишао у Одесу, где је студирао на семинару. У Одеси пише прве стихове: "Светло Сунце се родило" и "Са милошћу и тугом гледа ка истоку".Године 1865. дипломирао је на Богословији и отишао на Духовну академију у Кијеву, а дипломирао је 1869. године са дипломом "Кандидат за теологију" . 1869. године отишао је у Галац (Румунија), а затим у Браилу, гдје је до 1873. био наставник и директор бугарске школе. Заједно са Василом Стојановим, Марином Дриновим, 1869. године, бугарско књижевно друштво (БДД, данас Бугарска академија наука) постаје њен стварни члан, поручник и заменик председавајућег. 16. јуна 1873. године, у селу Башкуи, Тулскаиа, замонашио се под именом Климент, и од метрополита Григорија Доростолског и Червенског је добио хебрејско признање. 1884. године изабран је за Трновског митрополита и остао на овом месту до своје смрти 1901. године. Био је и члан Бугарске књижевне заједнице.Браницки се активно укључује у политички живот као један од лидера конзервативне партије.Учествовао је у Уставној скупштини иу Првој Велики народној скупштини.

## Дела
Легенда "Незадовољна породица" је први бугарски изворни роман. Написано под утицајем поезије Добри Чинтулова и песме Георги Раковског "Шумски путник". Појава овог романа одређује потреба за фикцијом, али, уз популарне патње, такође описује популарни отпор. У историји бугарске књижевности Васил Друмев напустио је име као драмски писац. "Иванку, убица Асеније " је прва бугарска драма, која је значајно оригинална.Вероватно је Друмев био упознат са драмом Вилијама Шекспира и представом Александра Пушкина, али упркос својој историјској причи, драма има савремени звук. Постоји и низ слабости - недовољна психолошка мотивација, спољни ефекти и реторика. Архива Васила Друмева задржава недовршене драме, сведочења и приче, као и сјећања на животе ученика у Русији и другима.